# Nikola Radović
Nikola Radović (Podgorica, 20 marzo 1933 – 28 gennaio 1991) è stato un calciatore jugoslavo, di ruolo difensore.

## Palmarès

### Club
- Coppa di Jugoslavia: 1

BSK Belgrado: 1953
- Campionato jugoslavo: 1

Hajduk Spalato: 1954-1955

### Nazionale
- Argento olimpico: 1

Melbourne 1956